# 梅滕斯猜想

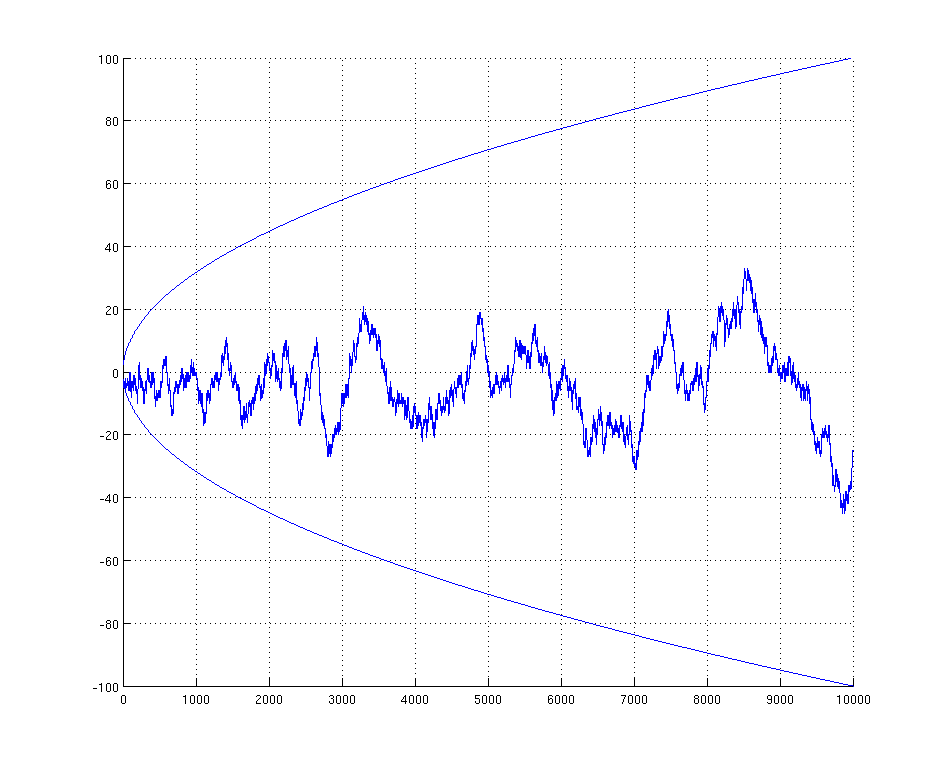
图示为梅滕斯函数的前10000项与默滕斯猜想中的界限。梅滕斯在計算梅滕斯函數的前一萬個值之後，猜想的絕對值恆小於，此猜想被安德鲁·奥德里兹科（Andrew Odlyzko）与赫尔曼·特里尔（Herman te Riele）于1985年证否

梅滕斯猜想是数论中的一个猜想，是有關數論中梅滕斯函数上下界的猜想，由汤姆斯·斯蒂尔吉斯在一封于1885年写给夏尔·埃尔米特与弗朗茨·梅滕斯（Franz Mertens）的信中提出。这一猜想如果成立的话可以推出黎曼猜想，不过已被安德鲁·奥德里兹科与赫尔曼·特里尔于1985年证否。

## 定义
数论中，有梅滕斯函数
{\displaystyle M(n)=\sum _{1\leq k\leq n}\mu (k)}
其中，{\displaystyle \mu (k)}表示默比乌斯函数。则梅滕斯猜想是指，对所有{\displaystyle n>1}，有
{\displaystyle \left|M(n)\right|<{\sqrt {n}}.\,}

## 猜想的證否
湯姆斯·斯蒂爾吉斯在1885年聲稱已證明比梅滕斯猜想要弱的結果，也就是{\displaystyle m(n)\equiv M(n)/{\sqrt {n}}}有界，但其結果沒有發表（若用{\displaystyle m(n)}的方式表示，梅滕斯猜想是指{\displaystyle -1<m(n)<1}）
安德鲁·奥德里兹科与赫尔曼·特里尔在1985年證否了梅滕斯猜想，用的是LLL格缩减算法：
{\displaystyle \liminf ~m(n)<-1.009\quad } and {\displaystyle \quad \limsup ~m(n)>1.06~}
之後也證實了第一個反例小於 {\displaystyle ~e^{3.21\times 10^{64}}\approx 10^{1.39\times 10^{64}}~}，大於1016，後來的上限已降到{\displaystyle ~e^{1.59\times 10^{40}}~}或近似{\displaystyle ~10^{6.91\times 10^{39}}~,}，但還沒找到確切的反例數值。